# Bサンデー
Bサンデーは、毎日放送ラジオ（MBSラジオ）で2002年4月から2004年3月まで毎週日曜日の16:30 - 17:36に生放送されていたラジオ番組。
パーソナリティは、お笑い芸人のロザンの菅広文・宇治原史規と3ピースバンドSound Scheduleのボーカルギターの大石昌良の3人。改編前に木曜深夜に同局で放送されていた『AM808。マジっすよ!』から引き続き同じメンバーでの放送となった。
2004年4月改編でスタートした『ゴーゴーモンキーズ』の火曜日パーソナリティに3人が起用され、2年ぶりの深夜枠復帰に本人たちがとても喜んでいたという。

## パーソナリティー
- ロザン（菅広文・宇治原史規）
- 大石昌良（Sound Scheduleのボーカル兼ギター担当、出演の当初は大学生）
- 大月勇・河田直也（いずれもMBSアナウンサー、「クイズ!宇治原を倒せ」のMCとして交互に出演）

## 放送されていたコーナー
- クイズ宇治原を倒せ!
  - 宇治原と、リスナーとの5問のクイズバトル（菅と大石はリスナー側に付いてクイズに答える）。開始当初は宇治原に勝てば1万円プレゼント、負ければ何もなしだったが、2002年6月以降から勝敗に関わらず、正解数×2000円がプレゼントされた。2002年12月からは「ニットキャップ問題」も追加され、リスナーが正解すればニットキャップがプレゼントされた。
- はーへーほーのコーナー
- Bサントークバトル
- 大石昌良のレコ・レコ

## エピソード
- 2002年12月8日放送分の「クイズ宇治原を倒せ!SP」で、クイズ王の長戸勇人がスタジオゲストとして登場した。そして宇治原と長戸との5問のクイズ対決が実現したが、結果は宇治原が3問、長戸が2問で宇治原が勝利した。
長戸は翌週12月15日のクイズSPで10問のリベンジ戦を決行。結果宇治原が4問、長戸が6問で長戸が勝利した。これ以後、年末やスペシャルウィークのクイズSPにおいて何度か宇治原と長戸の対決が行われていた。
（最初の対決時、もし宇治原が長戸に勝てば「アメリカ横断ウルトラクイズ」の優勝賞品である「冷凍人間保存の会員権」を長戸から譲り受けることになっていた。その結果宇治原が勝ったため、「冷凍人間保存の会員権」を譲ることになったのだが本当に譲ったのかどうかは不明）。
- MBSテレビで2021年3月29日から放送されている『よんチャンTV』にて、河田がメインパーソナリティとして平日全曜日に、ロザンが火曜日にそれぞれ出演していることから、大石が番組のスタートに際してオープニングテーマ曲「嗚呼、素晴らしき日常」、エンディングテーマ曲「ただいま」を提供している[1]。